# This Binary Universe
This Binary Universe è il quinto album in studio del produttore di musica elettronica statunitense BT, pubblicato nel 2006.

## Tracce
1. All That Makes Us Human Continues – 8:15
2. Dynamic Symmetry – 11:23
3. The Internal Locus – 10:27
4. 1.618 – 11:34
5. See You on the Other Side – 14:23
6. The Antikythera Mechanism – 10:06
7. Good Morning Kaia – 8:11